# Genom

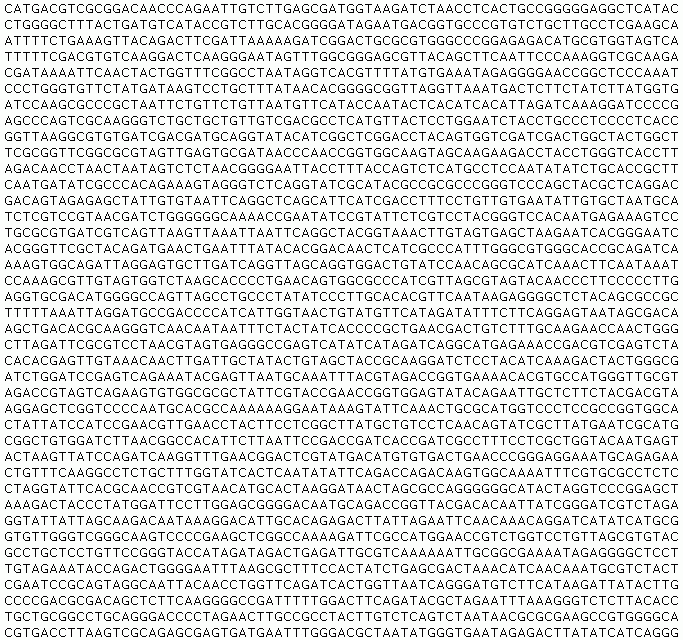
En del av DNA-sekvensen - prototypification av fullständiga genomet av virus

Genom eller arvsmassa är inom genetiken beteckningen på en organisms samtliga gener. Genomet är ärftlig information kodad i organismens fullständiga DNA-sekvens (eller vad gäller vissa virus, RNA-sekvens). Hos människan och andra högre organismer motsvarar genomet det genetiska material som finns i alla celler utom könscellerna.  
Huvuddelen av genomet är uppdelat på en uppsättning kromosomer i cellkärnan. I de flesta högre organismer finns genetiskt material även utanför kromosomerna, till exempel som mitokondriellt DNA hos människan och andra eukaryoter samt i kloroplaster hos de gröna växterna. Hela genomet inklusive sådant DNA som inte finns i kromosomerna benämnes cellulärt genom, medan termen genom i sig självt oftast enbart syftar på det genetiska material som finns i kromosomerna. 
Genomet hos ett antal organismer från bakterier till fiskar och människor har kartlagts. Studier om besläktade organismers genom kallas ofta genomik, för att skilja det från genetiken som oftast behandlar enskilda geners verkan eller grupper av gener.
Arbetet med att få fram den fullständiga DNA-sekvensen för människan slutfördes i Human Genome Project i slutet av 1990-talet. Identifiering av vilka delar av det mänskliga genomet som har betydelse sker bland annat inom ENCODE-projektet. 
Genomet består av gener såväl som icke-kodande DNA. Varje gen utgör en DNA-sekvens, det vill säga en serie baspar, som ger upphov till ett visst protein, genom att transkriberas till budbärar-RNA. Stor del av icke-kodande DNA transkriberas också, och har betydelse för genreglering och genuttryck. En liten del av det icke-kodande DNA:et saknar eller har okänd funktion, och kallas därför skräp-DNA.   
Följande tabell visar en jämförelse av storleken av genomet mätt i antal baspar hos ett antal organismer:
| Organism                | Genomstorlek (antal baspar) |
| ----------------------- | --------------------------- |
| lambda-fag              | 5·104                       |
| Escherichia coli        | 4·106                       |
| Jäst                    | 2·107                       |
| Caenorhabditis elegans  | 8·107                       |
| Drosophila melanogaster | 2·108                       |
| Människa                | 3·109                       |

Det minsta kända antalet gener finns hos bakterien carsonella rudii.
Hos eukaryoter ärvs mitokontriellt DNA (mtdna) enbart från mor, mormor, och så vidare, hos människan tillbaka till Mitokondrie-Eva. Y-kromosomen är en allosom (könskromosom) hos bland annat däggdjur vars DNA (ydna) ärvs enbart från far, farfar, och så vidare, hos människan tillbaka till Y-kromosoms-Adam. Dessa gener förändras enbart genom slumpmässiga mutationer som inträffar i genomsnitt med ett visst antal generationers mellanrum (olika frekvens i olika regioner av DNA:t), vilket kan utnyttjas för att uppskatta avstånd i släktskap vid ett stort antal generationer. Individer med liknande gensekvens i dessa delar av DNA:t bildar en haplogrupp eller undergrupp. Befolkningen kan därmed delas upp i en hierarki av avgränsade mtdna-haplogrupper och i en annan hierarki av ydna-haplogrupper. Olika haplogrupper är olika vanliga bland populationer med rötter i olika regioner.
Autosomer är icke könskromosomer, vilka bildas när moderns och faderns autosomala DNA blandas slumpmässigt genom en process som kallas överkorsning, det vill säga uppdelning i delsekvenser som kopplas ihop till en ny DNA-sekvens. Även slumpmässiga mutationer kan inträffa. Individer med liknande autosomalt DNA kan grupperas genetiskt kluster. 

## Människans genom
Det mänskliga genomet är en komplett uppsättning av nukleinsyrasekvenser för människor, kodade som DNA i 23 kromosompar, inklusive det nukleära och det mitokondriella genomet. Det inkluderar både DNA-sekvenser som kodar för proteiner och olika typer av DNA som inte kodar för proteiner, såsom icke-translaterade RNA, strukturella och replikativa DNA-element, pseudogener och högt repetitiva sekvenser. 
Människogenomet varierar mellan människor men är betydligt mindre än skillnaderna mellan människor och deras närmaste släktingar, bonoboer och schimpanser. År 2021 hade forskare fullständigt sekvenserat det kvinnliga genomet, identifierade 19 969 proteinkodande sekvenser och totalt 63 494 gener, varav de flesta var icke-kodande RNA-gener. 
Människans Y-kromosom sekvenserades helt i januari 2022. Även om människogensomet har sekvenserats i sin helhet är det fortfarande inte fullständigt förstått och det återstår mycket arbete för att förklara de biologiska funktionerna hos protein- och RNA-produkterna och annotera hela sekvensen.